# Гуляницький Леонід Федорович
Леонід Федорович Гуляницький (нар. 21 травня 1951, Бурімка Ічнянського району Чернігівської області) — український вчений-кібернетик, доктор технічних наук (2005), професор (2006), Лауреат Державної премії України в галузі науки і техніки (2009).

## Біографія
У 1973 закінчив факультет кібернетики Київського державного університету ім. Т. Г. Шевченка, за спеціальністю «прикладна математика».
1980 — захистив кандидатську дисертацію з фізико-математичних наук.
2005 — захистив докторську дисертацію з технічних наук на тему «Розробка моделей і наближених методів комбінаторної оптимізації та їх застосування в інформаційних технологіях».
З 2011 — завідувач відділу методів комбінаторної оптимізації та інтелектуальних інформаційних технологій № 180 Інституту кібернетики ім. В.М. Глушкова Національної академії наук України.

## Сфера наукових інтересів
- моделі та методи комбінаторної оптимізації;
- паралельні алгоритми;
- використання штучного інтелекту в методах оптимізації